# Justizvollzugsanstalt Erlangen
Die Justizvollzugsanstalt Erlangen ist eine  Sozialtherapeutische Anstalt in der Schuhstraße 41 in Erlangen. Die in einem denkmalgeschützten Bauwerk untergebrachte Anstalt verfügt über 41 Einzelhaftplätze; 35 im geschlossenen und sechs im offenen Vollzug. Sie untersteht dem Bayerischen Staatsministerium der Justiz.

## Geschichte
In der Zeit des Nationalsozialismus wurde zwischen 1939 und 1940 das Gebäude als Gefängnis des Amtsgerichts Erlangen errichtet. Die Anstalt war zuständig für den Vollzug der Untersuchungshaft und der Strafhaft für von bis zu drei Monaten verurteilten männliche Gefangenen. Sie verfügte über ca. 50 Haftplätze. Zum 1. April 1970 wurden in der Bundesrepublik die Gefängnisse in Justizvollzugsanstalten umbenannt. Am 31. Mai 1972 wurde die Justizvollzugsanstalt Erlangen zu einer Sozialtherapeutische Forschungs- und Erprobungsanstalt umgewandelt, die organisatorisch der Justizvollzugsanstalt Nürnberg angegliedert war. Seit 1. August 1982 ist sie (als einzige in Bayern) eine selbstständige sozialtherapeutische Anstalt (alle anderen sozialtherapeutischen Anstalten sind Abteilungen größerer Justizvollzugsanstalten).

## Zuständigkeit
Die Justizvollzugsanstalt Erlangen ist als Sozialtherapeutische Anstalt zuständig für erwachsene männliche Strafgefangene aus Bayerischen Justizvollzugsanstalten, „wenn deren besondere therapeutische Mittel und soziale Hilfen zu ihrer Resozialisierung angezeigt sind.“ (Artikel 11 Absatz 2 Bayerisches Strafvollzugsgesetz). Das Therapieprogramm ist auf die Behandlung schwerer Gewalttäter mit überdurchschnittlicher Rückfalldisposition ausgerichtet. Neben der rückfallpräventiven Behandlung der in der Sozialtherapeutischen Anstalt untergebrachten Gefangenen wird eine weitere Aufgabe in der Entwicklung und Erprobung therapeutischer und sonstiger vollzuglicher Vorgehensweisen gesehen. Im Jahr 2009 wurde der Justizvollzugsanstalt Erlangen der Kriminologische Dienst des Bayerischen Justizvollzuges mit eigenen Räumlichkeiten und eigenem Personal angegliedert und 2010 eröffnet. Damit ist eine wissenschaftlicher Begleitforschung fundierter und umfangreicher möglich geworden.

## Sozialtherapeutische Arbeit
Fast alle Insassen der Anstalt haben Schulden, die einer wirtschaftlich geordneten Ausgangslage bei der Entlassung entgegenstehen. Die Schuldnerberatung in der JVA will den Gefangenen helfen ihre Schuldensituation zu klären und Lösungen zu geordneter Tilgung zu entwickeln. Es soll erreicht werden, dass die Schuldentilgung fester Bestandteil der künftigen Haushaltsplanung von entlassenen Insassen wird.
Bildungsmaßnahmen zielen vorrangig auf die Verbesserung der Vermittelbarkeit auf dem Arbeitsmarkt bzw. die Ermöglichung weiterführender Ausbildungen. Inhalte sind insbesondere Grundkenntnisse in Deutsch, Mathematik und EDV. Lockerungsgeeignete Insassen können externe Angebote, z. B. der örtlichen Volkshochschule nutzen.